# Paraliparis
Paraliparis és un gènere de peixos pertanyent a la família dels lipàrids. Tenen un parell de narius i els manca el disc ventral de succió. L'aleta pectoral pot estar dividida en dos lòbuls. Són peixos bentònics, bentopelàgics o pelàgics, els quals poden viure des dels 100 m de fondària fins a la zona abissal. Mengen crustacis i d'altres invertebrats bentònics i pelàgics. Hom creu que són de fecunditat baixa.

## Taxonomia
S'han descrit desenes d'espècies del gènere:
- Paraliparis abyssorum (Andriàixev & Chernova, 1997)[10]
- Paraliparis acutidens (Chernova, 2006)
- Paraliparis adustus (Busby & Cartwright, 2009)
- Paraliparis albeolus (Schmidt, 1950)
- Paraliparis albescens (Gilbert, 1915)

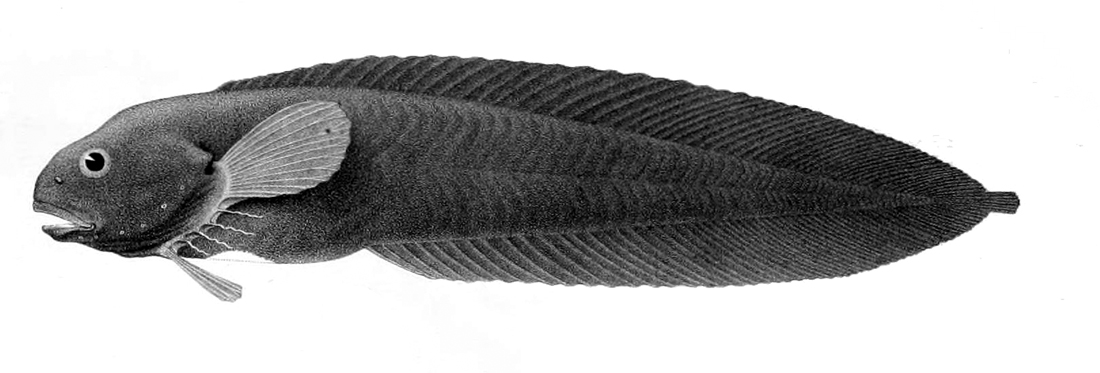
Paraliparis bathybius

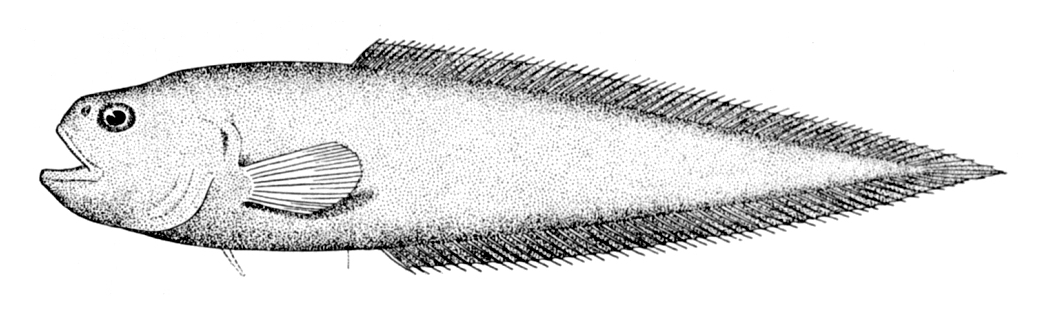
Paraliparis edwardsi

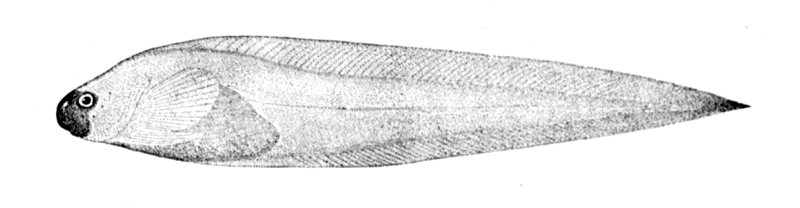
Paraliparis liparinus

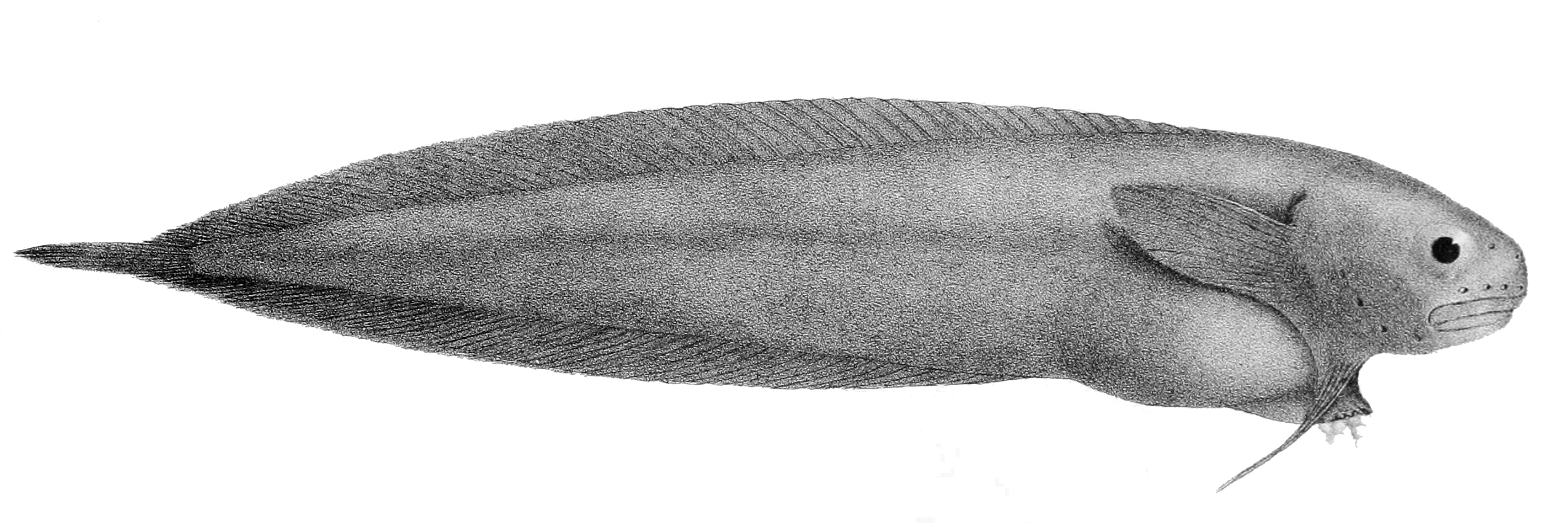
Paraliparis bathybius

- Paraliparis andriashevi (Stein & Tompkins, 1989)
- Paraliparis antarcticus (Regan, 1914)
- Paraliparis anthracinus (Stein, Chernova & Andriàixev, 2001)
- Paraliparis aspersus (Andriàixev, 1992)
- Paraliparis ater (Stein, Chernova & Andriàixev, 2001)
- Paraliparis atramentatus (Gilbert & Burke, 1912)
- Paraliparis atrolabiatus (Stein, Chernova & Andriàixev, 2001)
- Paraliparis attenuatus (Garman, 1899)
- Paraliparis auriculatus (Stein, Chernova & Andriàixev, 2001)
- Paraliparis australiensis (Stein, Chernova & Andriàixev, 2001)
- Paraliparis australis (Gilchrist, 1902)
- Paraliparis avellaneus (Stein, Chernova & Andriàixev, 2001)
- Paraliparis badius (Stein, Chernova & Andriàixev, 2001)
- Paraliparis balgueriasi (Matallanas, 1999)
- Paraliparis bathybius (Collett, 1879)
- Paraliparis bipolaris (Andriàixev, 1997)
- Paraliparis brunneocaudatus (Stein, Chernova & Andriàixev, 2001)
- Paraliparis brunneus (Stein, Chernova & Andriàixev, 2001)
- Paraliparis calidus (Cohen, 1968)
- Paraliparis carlbondi (Stein, 2005)
- Paraliparis cephalus (Gilbert, 1892)
- Paraliparis cerasinus (Andriàixev, 1986)
- Paraliparis challengeri (Andriàixev, 1993)
- Paraliparis charcoti (Duhamel, 1992)
- Paraliparis copei (George Brown Goode
- Paraliparis coracinus (Stein, Chernova & Andriàixev, 2001)
- Paraliparis costatus (Stein, Chernova & Andriàixev, 2001)
- Paraliparis csiroi (Stein, Chernova & Andriàixev, 2001)
- Paraliparis dactyloides (Schmidt, 1950)
- Paraliparis dactylosus (Gilbert, 1896)
- Paraliparis darwini (Stein & Chernova, 2002)
- Paraliparis deani (Burke, 1912)
- Paraliparis debueni (Andriàixev, 1986)
- Paraliparis delphis (Stein, Chernova & Andriàixev, 2001)
- Paraliparis devriesi (Andriàixev, 1980)
- Paraliparis dewitti (Stein, Chernova & Andriàixev, 2001)
- Paraliparis diploprora (Andriàixev, 1986)
- Paraliparis dipterus (Kido, 1988)
- Paraliparis duhameli (Andriàixev, 1994)
- Paraliparis eastmani (Stein, Chernova & Andriàixev, 2001)
- Paraliparis edwardsi (Vaillant, 1888)
- Paraliparis eltanini (Stein & Tompkins, 1989)
- Paraliparis entochloris (Gilbert & Burke, 1912)
- Paraliparis fimbriatus (Garman, 1892)
- Paraliparis fuscolingua (Stein & Tompkins, 1989)
- Paraliparis galapagosensis (Stein & Chernova, 2002)
- Paraliparis garmani (Burke, 1912)
- Paraliparis gomoni (Stein, Chernova & Andriàixev, 2001)
- Paraliparis gracilis (Norman, 1930)
- Paraliparis grandis (Schmidt, 1950)
- Paraliparis hobarti (Stein, Chernova & Andriàixev, 2001)
- Paraliparis holomelas (Gilbert, 1896)
- Paraliparis hubbsi (Andriàixev, 1986)
- Paraliparis hureaui (Matallanas, 1999)
- Paraliparis hystrix (Merrett, 1983)
- Paraliparis impariporus (Stein, Chernova & Andriàixev, 2001)
- Paraliparis incognita (Stein & Tompkins, 1989)
- Paraliparis infeliciter (Stein, Chernova & Andriàixev, 2001)
- Paraliparis kocki (Chernova, 2006)
- Paraliparis kreffti (Andriàixev, 1986)
- Paraliparis labiatus (Stein, Chernova & Andriàixev, 2001)
- Paraliparis lasti (Stein, Chernova & Andriàixev, 2001)
- Paraliparis latifrons (Garman, 1899)
- Paraliparis leobergi (Andriàixev, 1982)
- Paraliparis leucogaster (Andriàixev, 1986)
- Paraliparis leucoglossus (Andriàixev, 1986)
- Paraliparis liparinus (George Brown Goode
- Paraliparis macrocephalus (Chernova & Eastman, 2001)
- Paraliparis mandibularis (Kido, 1985)
- Paraliparis mawsoni (Andriàixev, 1986)
- Paraliparis megalopus (Stein, 1978)
- Paraliparis meganchus (Andriàixev, 1982)
- Paraliparis melanobranchus (Gilbert & Burke, 1912)
- Paraliparis membranaceus (Günther, 1887)
- Paraliparis mento (Gilbert, 1892)
- Paraliparis meridionalis (Kido, 1985)
- Paraliparis merodontus (Stein, Meléndez C. & Kong U., 1991)
- Paraliparis mexicanus (Chernova, 2006)
- Paraliparis molinai (Stein, Meléndez C. & Kong U., 1991)
- Paraliparis monoporus (Andriàixev & Neyelov, 1979)
- Paraliparis murieli (Matallanas, 1984)
- Paraliparis nassarum (Stein & Fitch, 1984)
- Paraliparis neelovi (Andriàixev, 1982)
- Paraliparis nigellus (Chernova & Møller, 2008)
- Paraliparis obliquosus (Chernova & Duhamel, 2003)
- Paraliparis obtusirostris (Stein, Chernova & Andriàixev, 2001)
- Paraliparis operculosus (Andriàixev, 1979)
- Paraliparis orcadensis (Matallanas & Pequeño, 2000)
- Paraliparis paucidens (Stein, 1978)
- Paraliparis pectoralis (Stein, 1978)
- Paraliparis piceus (Stein, Chernova & Andriàixev, 2001)
- Paraliparis plagiostomus (Stein, Chernova & Andriàixev, 2001)
- Paraliparis porcus (Chernova, 2006)
- Paraliparis retrodorsalis (Stein, Chernova & Andriàixev, 2001)
- Paraliparis rosaceus (Gilbert, 1890)
- Paraliparis rossi (Chernova & Eastman, 2001)
- Paraliparis skeliphrus (Stein, 2005)
- Paraliparis somovi (Andriàixev & Neyelov, 1979)
- Paraliparis stehmanni (Andriàixev, 1986)
- Paraliparis tasmaniensis (Stein, Chernova & Andriàixev, 2001)
- Paraliparis tetrapteryx (Andriàixev & Neyelov, 1979)
- Paraliparis thalassobathyalis (Andriàixev, 1982)
- Paraliparis tompkinsae (Andriàixev, 1992)
- Paraliparis trilobodon (Andriàixev & Neyelov, 1979)
- Paraliparis trunovi (Andriàixev, 1986)
- Paraliparis ulochir (Gilbert, 1896)
- Paraliparis vaillanti (Chernova, 2004)
- Paraliparis valentinae (Andriàixev & Neyelov, 1984)
- Paraliparis violaceus (Chernova, 1991)
- Paraliparis wildi (Waite, 1916)
- Paraliparis wolffi (Duhamel & King, 2007)